# Paul G. McCorkle

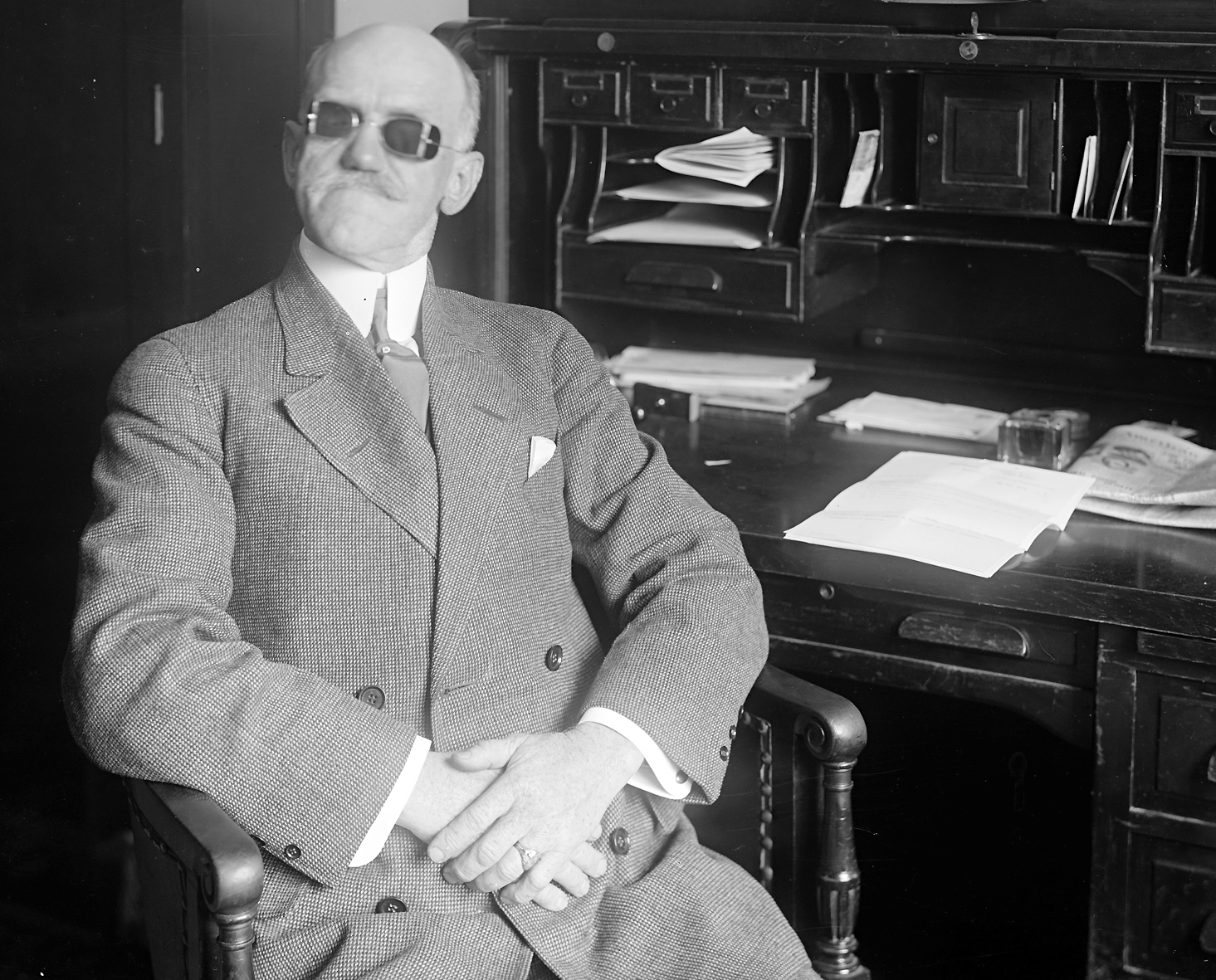
Paul G. McCorkle (1917)

Paul Grier McCorkle (* 19. Dezember 1863 in York, York County, South Carolina; † 2. Juni 1934 in Knoxville, Tennessee) war ein US-amerikanischer Politiker. Im Jahr 1917 vertrat er den Bundesstaat South Carolina im US-Repräsentantenhaus.

## Werdegang
Paul McCorkle besuchte die öffentlichen Schulen seiner Heimat einschließlich der King Mountain Military School. Anschließend arbeitete er als Angestellter. Später war er in Lancaster und Chester im Baumwollgeschäft tätig. Nach seiner Rückkehr nach York arbeitete er weiterhin in dieser Branche.
McCorkle war Mitglied der Demokratischen Partei. Nach dem Tod des Kongressabgeordneten David E. Finley wurde er im fünften Wahlbezirk von South Carolina als dessen Nachfolger in das US-Repräsentantenhaus in Washington, D.C. gewählt. Dort trat er am 21. Februar 1917 sein neues Mandat an. Bis zum 3. März desselben Jahres beendete er die angebrochene Legislaturperiode seines Vorgängers. Da er bei den regulären Kongresswahlen des Jahres 1916 nicht kandidiert hatte, musste er nach weniger als einem Monat im Kongress sein Mandat wieder aufgeben.
Nach seiner kurzen Zeit im Repräsentantenhaus arbeitete McCorkle wieder im Baumwollgeschäft. Seit 1920 war er Leichenbeschauer im York County. Paul McCorkle starb am 2. Juni 1934 in Knoxville und wurde in York beigesetzt.